# Isoneuromyia polybioides
Isoneuromyia polybioides är en tvåvingeart som först beskrevs av Edwards 1933.  Isoneuromyia polybioides ingår i släktet Isoneuromyia och familjen platthornsmyggor. Inga underarter finns listade i Catalogue of Life.